# Papa Marcel·lí
Marcel·lí o Marcel·lià fou escollit papa el 30 de juny de 296 i morí el 25 d'octubre de 304. El seu Papat fou marcat per les persecucions de Dioclecià que l'emperador romà perpetrà contra els cristians i la mateixa Església. Entre les víctimes de l'Emperador en aquesta època s'hi compten els noms de santa Llúcia, santa Bibiana, sant Sebastià i sant Llucià. Escrigué dues epístoles: Una sobre el misteri de la igualtat de les persones de la Santíssima Trinitat i l'altra dirigida als bisbes orientals exhortant-los a viure cristianament i exercitar-se en obres de misericòrdia.

## Biografia
Segons el Liber Pontificalis Marcel·lí era romà de naixement, fill de Projecte (Projectus).La data del seu naixement és desconeguda.
Segons un martirologi no contemporani era natural de Roma i fill de Profecte, i successor de Gai, essent emperadors Dioclecià i Maximià, fou empresonat a Roma durant les persecucions de Dioclecià i dut a fer una ofrena als déus. Per por dels turments i les amenaces oferí encens als déus pagans. Fou d'aquesta manera alliberat. Penedit d'aquesta acció Marcel·lí que es reuní un concili de desenes de bisbes a Sinuessa per tractar aquest fet, Marcel·lí hi anà cobert de cendra i vestint un cilici, sanglotant i plorant demanà perdó per la seva culpa i digué que no era digne de ser comptat entre els sacerdots ni de ser bisbe de Roma i el concili respongué que era ell el suprem jutge i vicari de Crist a la terra, qui havia de jutjar als altres i que ningú el podia jutjar; que ell mateix es jutgés i es donés sentència. Marcel·lí es dirigí a l'emperador reprenent-lo per la seva crueltat que usava contra els cristians i s'oferí a rebre els turments i suplicis que li volgués aplicar i que els rebria de bon grat i esborrar amb la seva sang aquella taca de culpa. L'emperador, enfurismat per les paraules de Marcel·lí, ordenà que fos degollat. Quan era dut cap al martiri, veié a Marcel, el seu prevere, que després el succeiria en el pontificat, i Marcel·lí li digué que no obeís a l'emperador en allò relatiu a la religió i que no donés sepultura al seu cos, atès que, havent ofert encens als déus falsos, no mereixia ser sepultat. Fou executat per decapitació junt amb Claudi, Cirí i Antoní. Els quatre cossos restaren sense ser enterrats durant trenta-sis dies per ordre de l'emperador; al final d'aquest temps, Marcel els recollí i els enterraren a les catacumbes de Priscil·la a la Via Salària.